# Mecodina bisignata
Mecodina bisignata là một loài bướm đêm trong họ Erebidae.